# 劉暢 (男優)
劉暢（リュウ・チャン、中国語: 刘畅、拼音: liú chàng、1993年4月15日 - ）は、中華人民共和国の俳優。2004年子供向けドラマ《科技館の物語》で悪役欧陽陽を演じる。2016年上海南麟伝媒有限会社に俳優として所属しデビューする。2020年ドラマ《重啓之極海聴雷》で劉喪を演じ多くの注目を集める。

## 経歴
幼い頃北京で音楽を学び、中国交響楽団付属の少年少女合唱団（北京愛楽合唱団）に入団。そのほか歌、ダンス、フルート、アーチェリー、剣道など学ぶ。
中国伝媒大学在学中に大学が主催する歌コンテストで優勝し、同時に人気男性歌手1位、ネットランキング1位を獲得した。
2004年子供向けドラマ《科技館的故事》に出演、2016年著者南派三叔の舞台《盗墓筆記外伝：藏海花》に参加、老九門の中の張家族を演じる。
2017年3月湖南テレビのバラエティ番組《七十二層奇楼》に参加、三叔の助手を務め、冒険者の知識人を担当。
2018年7月ドラマ《沙海》で汪家の汪燦として出演、映画《沙海番外之画媒》で劉喪を演じる。
2019年3月青春コメディドラマ《瑪莉学園》カメラマンの宋卿河を演じる。同5月青春熱血ドラマ《穿越火綫》に芸術部部長、高博松を演じる。
2020年6月青春ラブコメドラマ《蝸牛与黄鸝鳥》古筝を弾く鍾毓を演じる。同7月15日冒険ドラマ《重啓之極海聴雷》聴力のスペシャリスト劉喪を演じる。同7月20日《重啓之極海聴雷》挿入歌《雨人》をリリース。8月6日ラジオドラマ《江寧探案録》第2季悪役艾梁を演じる。8月10日ラジオドラマ《江寧探案録》の主題歌《此間漩渦》をリリース。ドラマ《平妖往事》では《重啓之極海聴雷》で演じた劉喪の祖先劉浅墨を主演。9月24日ドラマ《平妖往事》の主題歌《平妖往事》をリリース。10月30日シングル《人間粉墨》をリリース。11月9日恋愛オムニバスドラマ《当你恋爱時》シティボーイ斉文涛を演じる。
2021年1月15日配信冒険ドラマ《楼蘭伝説：幽霊軍隊》で主演楼蘭考古学隊メンバー呉天を演じる。